# The First Japan Arena Tour (Girls' Generation)
The 1st Japan Arena Tour là chuyến lưu diễn đầu tiên tại Nhật Bản của nhóm nhạc nữ Hàn Quốc Girls' Generation nhằm quảng bá cho album tiếng Nhật đầu tay cùng tên của họ.

## Lịch sử
Ngày 7 tháng 3 năm 2011, Girls' Generation được công bố là sẽ bắt đầu chuyến lưu diễn toàn quốc đầu tiên của mình tại Nhật Bản từ ngày 18 tháng 5 năm 2011 tại Sân vận động Quốc gia Yoyogi ở Tokyo với 7 buổi diễn tại các thành phố Tokyo, Nagoya, Osaka và Fukuoka. Chuyến lưu diễn bị hoãn lại đến ngày 31 tháng 5 năm 2011 do trận động đất và sóng thần ở Tōhoku năm 2011. Với lượng người đặt vé lên tới 300,000, một số buổi diễn tại Saitama và Hiroshima đã được bổ sung, nâng tổng số buổi diễn lên 14.
Nhiều phương tiện truyền thông Nhật Bản, trong đó có Mezamashi TV, đã đưa tin về chuyến lưu diễn. Music Japan của NHK đã phát sóng một chương trình đặc biệt về những thành công của Girls' Generation tại Hàn Quốc cũng như sự ra mắt của nhóm tại Nhật Bản với một bài phỏng vấn được xen kẻ bởi những đoạn phim từ buổi diễn ở Osaka nằm trong chuyến lưu diễn. Girls' Generation 1st Japan Arena Tour in 3D được phát sóng trên SkyPerfectTv vào ngày 21 tháng 8 năm 2011.

## Danh sách các màn biểu diễn
Main Set
1. "Genie (phiên bản tiếng Nhật)"
2. "You-aholic"
3. "Mr. Taxi"
4. "I'm In Love With The Hero"
5. "Let It Rain"
6. "Snowy Wish"
7. "Etude"
8. "Kissing You"
9. "Oh! (phiên bản House)"
10. "Almost" (Jessica solo)
11. "Lady Marmalade" (Taeyeon & Tiffany song ca)
12. "3" (Sunny solo)
13. "Don't Stop the Music" (Hyoyeon solo)
14. "The Great Escape"
15. "Bad Girl"
16. "Run Devil Run (phiên bản tiếng Nhật)"
17. "Beautiful Stranger"
18. "Hoot (phiên bản tiếng Nhật)"
19. "If" (Yuri solo)
20. "4 Minutes (Yoona solo)
21. "Stuff Like That There" (Seohyun solo)
22. "Sway" (Sooyoung solo)
23. "Danny Boy
24. "Complete"

Encore #1
1. "My Child"
2. "Cold Noodles"
3. "HaHaHa"
4. "Gee (phiên bản tiếng Nhật)"
5. "Born To Be A Lady"

Encore #2
1. "Into the New World"
2. "Way To Go"
3. "It's Fantastic! (phiên bản tiếng Nhật)"

## Lịch diễn
| Ngày                | Thành phố | Quốc gia | Địa điểm                     |
| ------------------- | --------- | -------- | ---------------------------- |
| 31 tháng 5 năm 2011 | Osaka     | Nhật Bản | Hội trường Osaka-jō          |
| 1 tháng 6 năm 2011  | Osaka     | Nhật Bản | Hội trường Osaka-jō          |
| 4 tháng 6 năm 2011  | Saitama   | Nhật Bản | Saitama Super Arena          |
| 5 tháng 6 năm 2011  | Saitama   | Nhật Bản | Saitama Super Arena          |
| 17 tháng 6 năm 2011 | Tokyo     | Nhật Bản | Sân vận động Quốc gia Yoyogi |
| 18 tháng 6 năm 2011 | Tokyo     | Nhật Bản | Sân vận động Quốc gia Yoyogi |
| 28 tháng 6 năm 2011 | Tokyo     | Nhật Bản | Sân vận động Quốc gia Yoyogi |
| 29 tháng 6 năm 2011 | Tokyo     | Nhật Bản | Sân vận động Quốc gia Yoyogi |
| 2 tháng 7 năm 2011  | Hiroshima | Nhật Bản | Hiroshima Green Arena        |
| 3 tháng 7 năm 2011  | Hiroshima | Nhật Bản | Hiroshima Green Arena        |
| 6 tháng 7 năm 2011  | Nagoya    | Nhật Bản | Nippon Gaishi Hall           |
| 7 tháng 7 năm 2011  | Nagoya    | Nhật Bản | Nippon Gaishi Hall           |
| 17 tháng 7 năm 2011 | Fukuoka   | Nhật Bản | Marine Messe Fukuoka         |
| 18 tháng 7 năm 2011 | Fukuoka   | Nhật Bản | Marine Messe Fukuoka         |